# Água Ânio Novo
Água Ânio Novo (em latim: Aqua Anio Novus ou Acqua Anio Novus) é um aqueduto de Roma iniciado pelo imperador Calígula em 38 d.C. juntamente com a Água Cláudia e inaugurado por Cláudio em 52, que dedicou os dois em 1 de agosto. Sua fonte era o rio Aniene (em latim: Anio), de onde vem o seu nome.

## Detalhes
Era um dos aquedutos de nível da água mais alto a chegar até a antiga cidade de Roma. Depois que água que chegava por ele se mostrou quase sempre turva, Trajano passou a utilizar o mais alto dos três lagos criados por Nero para decorar sua villa em Subiaco, aumentando o comprimento da obra para 92,8 quilômetros e 700 passos (a medida de 100 quilômetros na inscrição de Cláudio na Porta Maior é considerada um erro). Os lagos foram criados por represas no rio, as mais altas construídas pelos romanos (elas foram destruídas pelo rio em 1305). Seu volume no coletor era de 196 627 m3 de água em 24 horas. De seu tanque de filtragem, no sétimo miliário da Via Latina, a água era levada por cima dos grandes arcos da Água Cláudia num canal superposto ao seu.
Antes das reformas, o aqueduto era utilizado para suprir as deficiências de outros aquedutos, pois, por causa de sua água turva, ele acabava contaminando-os. Ele foi descrito com algum nível de detalhe por Frontino em sua obra do final do século I, "De aquaeductu".

## Galeria

Imagens do aqueduto
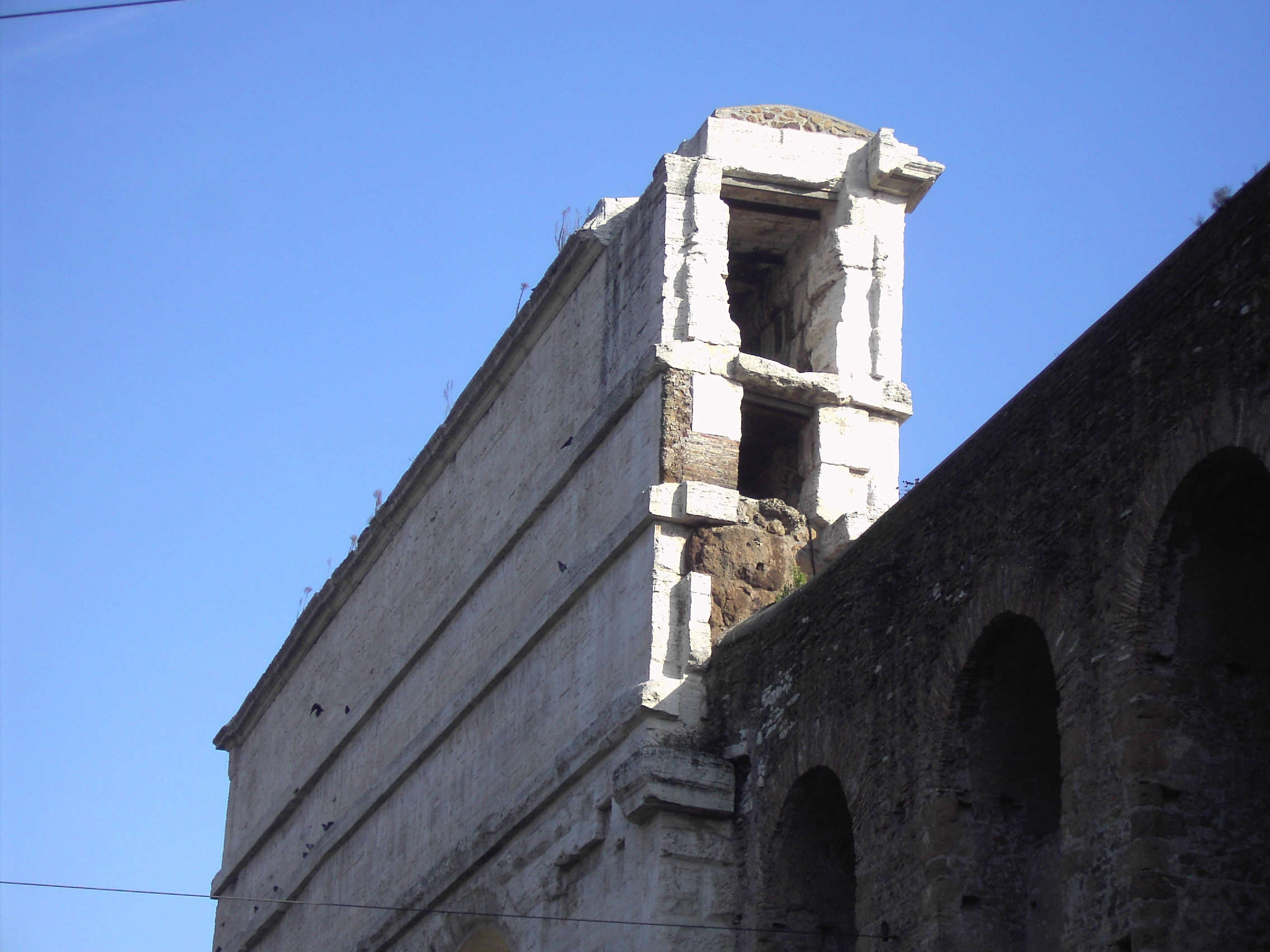
Detalhe da Porta Maggiore mostrando os dois canais superpostos da Água Cláudia (embaixo) e a Água Ânio Novo (em cima).
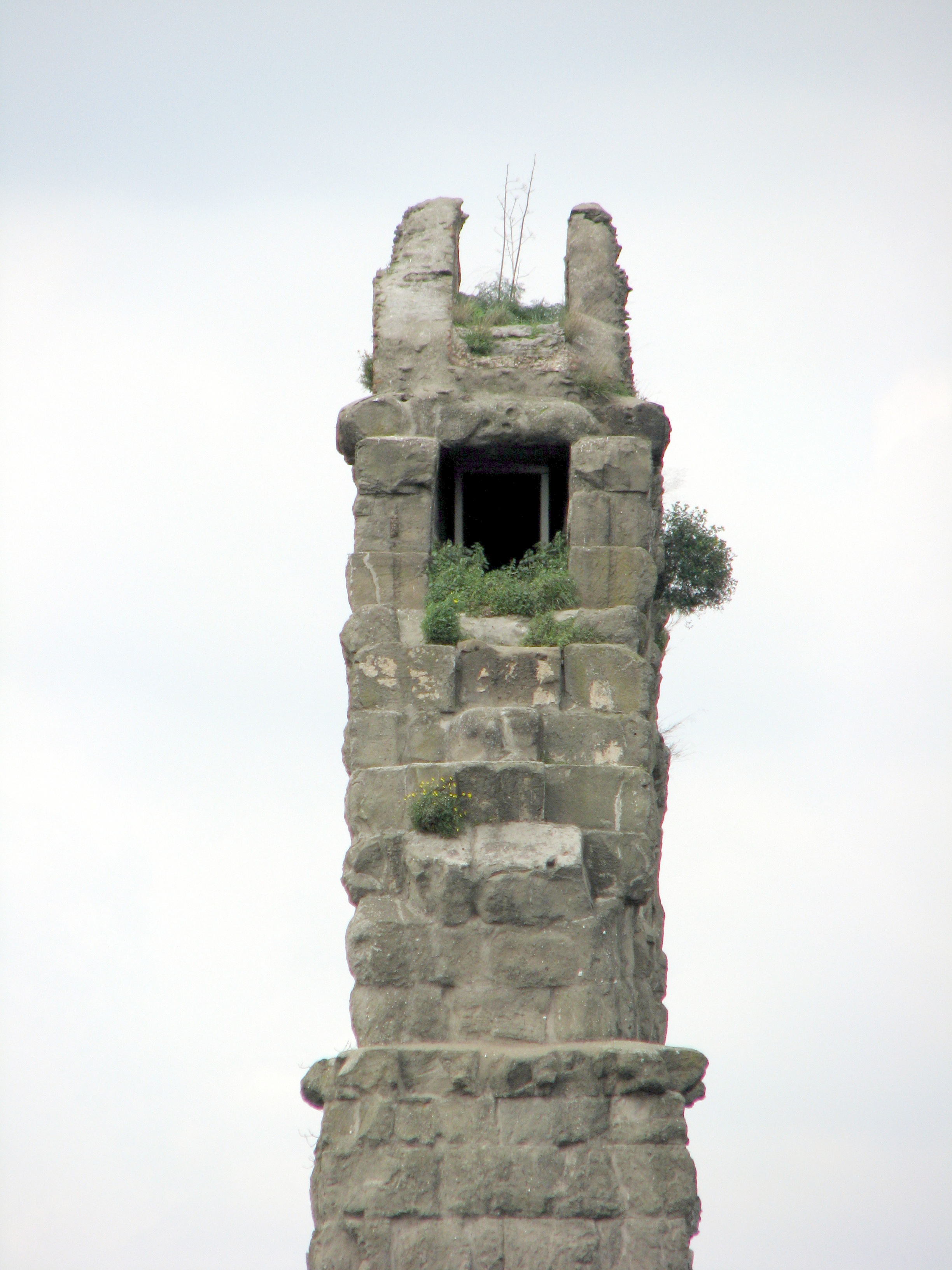
Os dois canais claramente visíveis num arco arruinado da Água Cláudia.
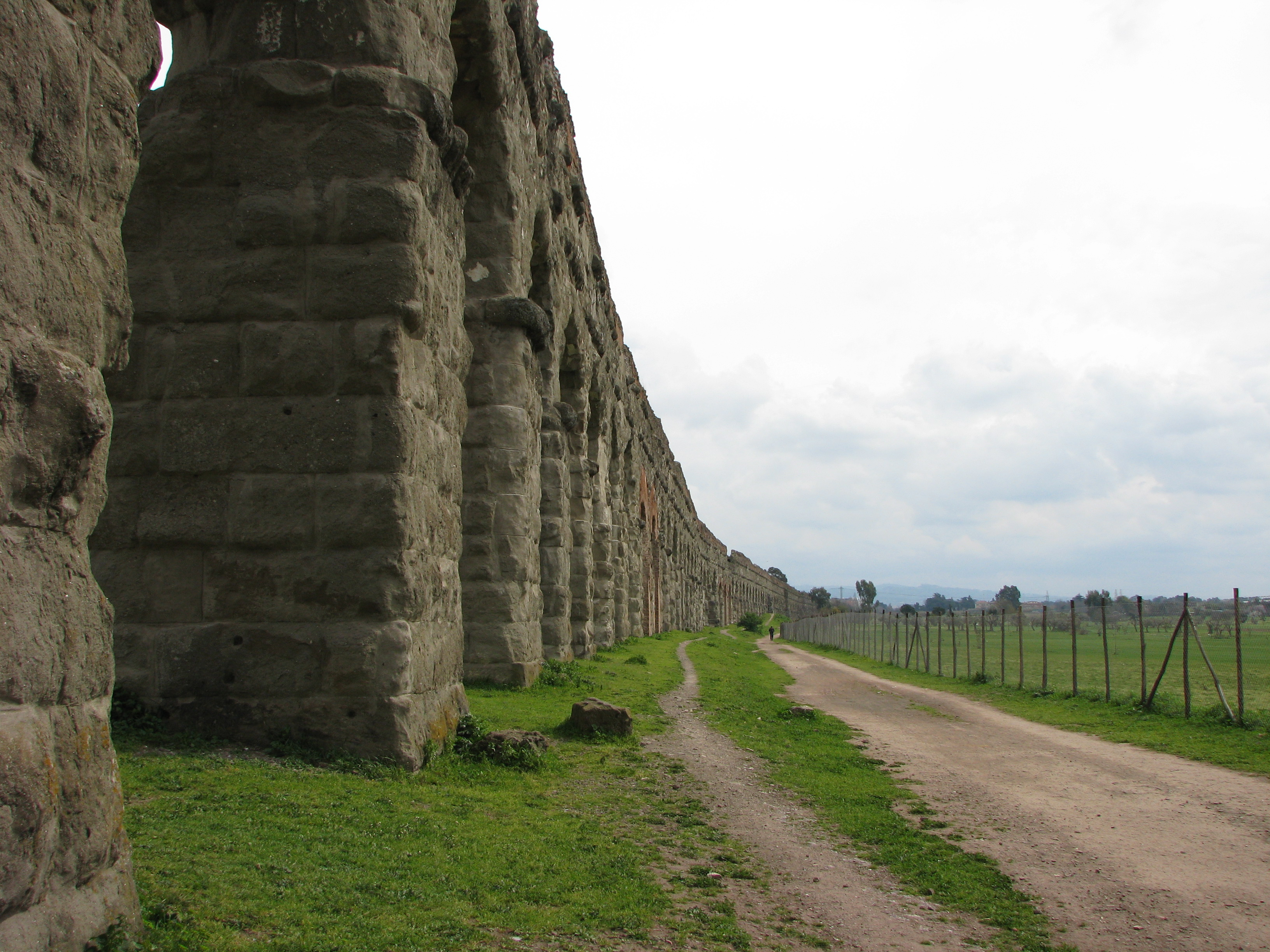
Arcos nas imediações de Roma.
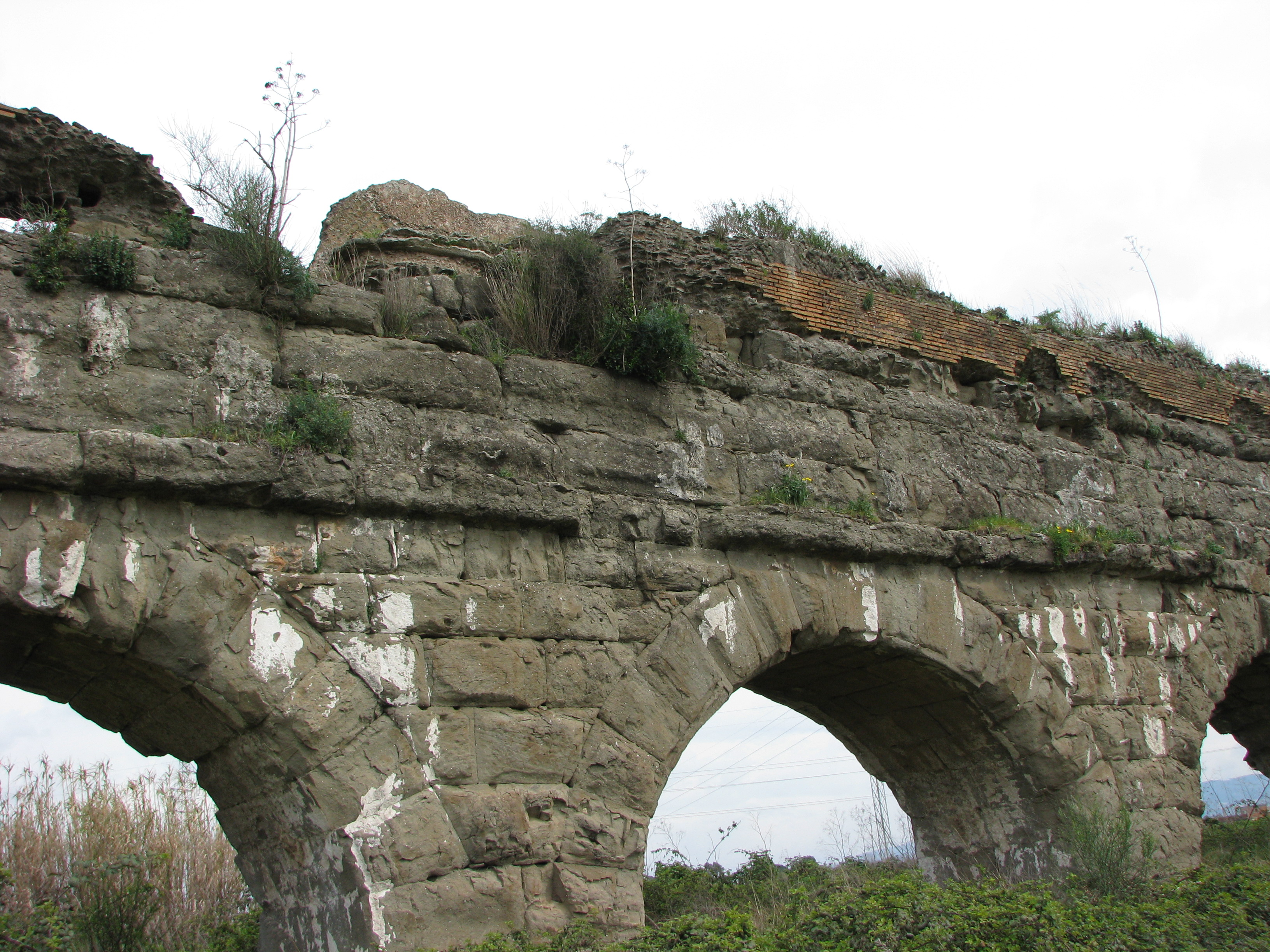
A estrutura de tijolos do Ânio Novo sobre as pedras da Água Cláudia.